# HMS Cotton (K510)
HMS Cotton (K510) là một tàu frigate lớp Captain của Hải quân Hoàng gia Anh hoạt động trong Chiến tranh Thế giới thứ hai. Nó nguyên được Hoa Kỳ chế tạo như chiếc DE-81 (chưa đặt tên), một tàu hộ tống khu trục lớp Buckley, và chuyển giao cho Anh Quốc theo Chương trình Cho thuê-Cho mượn (Lend-Lease). Tên nó được đặt theo Đô đốc Sir Charles Cotton (1753-1812), người đã từng tham gia các cuộc Chiến tranh Độc lập Hoa Kỳ, Chiến tranh Cách mạng Pháp và Chiến tranh Napoleon. Nó đã phục vụ cho đến khi chiến tranh kết thúc tại Châu Âu, hoàn trả cho Hoa Kỳ năm 1945, và cuối cùng bị bán để tháo dỡ vào năm 1946.

## Thiết kế và chế tạo
Buckley là một trong số sáu lớp tàu hộ tống khu trục được Hải quân Hoa Kỳ chế tạo nhằm đáp ứng nhu cầu hộ tống vận tải trong Thế Chiến II, sau khi Hoa Kỳ chính thức tham chiến vào cuối năm 1941. Chúng hầu như tương tự nhau, chỉ với những khác biệt về hệ thống động lực và vũ khí trang bị. Động cơ của phân lớp Backley bao gồm hai turbine hơi nước General Electric để dẫn động hai máy phát điện vận hành hai trục chân vịt, và dàn vũ khí chính bao gồm 3 khẩu pháo pháo 3 in (76 mm)/50 cal.
Những chiếc phân lớp Buckley (TE) có chiều dài ở mực nước 300 ft (91 m) và chiều dài chung 306 ft (93 m); mạn tàu rộng 37 ft 1 in (11,30 m) và độ sâu mớn nước khi đầy tải là 11 ft 3 in (3,43 m). Chúng có trọng lượng choán nước tiêu chuẩn 1.430 tấn Anh (1.450 t); và lên đến 1.823 tấn Anh (1.852 t) khi đầy tải. Hệ thống động lực bao gồm hai nồi hơi và hai turbine hơi nước General Electric công suất 13.500 mã lực (10.100 kW), dẫn động hai máy phát điện công suất 9.200 kilôwatt (12.300 hp) để vận hành hai trục chân vịt;  công suất 12.000 hp (8.900 kW) cho phép đạt được tốc độ tối đa 23 kn (26 mph; 43 km/h). Con tàu mang theo 359 tấn Anh (365 t) dầu đốt, cho phép di chuyển đến 6.000 nmi (6.900 mi; 11.000 km) ở vận tốc đường trường 12 kn (14 mph; 22 km/h).
Vũ khí trang bị bao gồm pháo 3 in (76 mm)/50 cal trên ba tháp pháo nòng đơn đa dụng (có thể đối hạm hoặc phòng không), gồm hai khẩu phía mũi và một khẩu phía đuôi. Vũ khí phòng không tầm gần bao gồm hai pháo Bofors 40 mm và tám pháo phòng không Oerlikon 20 mm. Con tàu có ba ống phóng ngư lôi Mark 15 21 inch (533 mm). Vũ khí chống ngầm bao gồm một dàn súng cối chống tàu ngầm Hedgehog Mk. 10 (có 24 nòng và mang theo 144 quả đạn); hai đường ray Mk. 9 và bốn máy phóng K3 Mk. 6 để thả mìn sâu. Thủy thủ đoàn đầy đủ bao gồm 200 sĩ quan và thủy thủ.
Cotton được đặt lườn như là chiếc DE-81 tại xưởng tàu của hãng Bethlehem-Hingham Steel Shipyard ở Hingham, Massachusetts vào ngày 2 tháng 6, 1943 và được hạ thủy vào ngày 21 tháng 8, 1943. Con tàu được chuyển giao cho Anh Quốc, và nhập biên chế cùng Hải quân Anh như là chiếc HMS Cotton (K510) vào ngày 8 tháng 11, 1943 dưới quyền chỉ huy của Hạm trưởng, Thiếu tá Hải quân Isaac William Trant Beloe.

## Lịch sử hoạt động
Cotton đã phục vụ trong vai trò hộ tống vận tải từ tháng 5 đến tháng 12, 1944, chủ yếu trên các tuyến hàng hải giữa Liverpool và Gibraltar. Sang năm 1945, nó hộ tống ba chuyến hộ tống vận tải vượt Đại Tây Dương sang Hoa Kỳ, và cũng nằm trong thành phần hộ tống cho Đoàn tàu JW 66, một đoàn tàu vận tải Bắc Cực đi sang Murmansk, Liên Xô vào tháng 4, 1945. Trong chuyến đi này vào ngày 29 tháng 4, nó đã cùng các tàu frigate Loch Insh (K433) và Anguilla (K500) tấn công bằng mìn sâu và đánh chìm tàu ngầm U-boat Đức U-286 trong biển Barents ngoài khơi bán đảo Kola, ở tọa độ 69°29′B 33°37′Đ / 69,483°B 33,617°Đ. Đây là trận đấu pháo cuối cùng của Hải quân Đức trong cuộc chiến tranh, và toàn bộ 51 thành viên thủy thủ đoàn của U-286 đều tử trận.
Cotton được chính thức hoàn trả cho Hoa Kỳ vào ngày 5 tháng 11, 1945, nhằm giảm bớt chi phí mà Anh phải trả cho Hoa Kỳ trong Chương trình Cho thuê-Cho mượn (Lend-Lease). Do dư thừa so với nhu cầu về tàu chiến sau khi chiến tranh đã chấm dứt, nó được rút tên khỏi danh sách Đăng bạ Hải quân Hoa Kỳ vào ngày 3 tháng 1, 1946, và bị tháo dỡ sau đó.